# Радьковское сельское поселение
Радько́вское се́льское поселе́ние — муниципальное образование в составе Прохоровского района Белгородской области России.
Административный центр — село Радьковка. В состав муниципального образования входят село Радьковка и хутора Мироновка и Нижняя Гусынка. Площадь, занимаемая образованием, составляет 5645 га, из которых под поселения отведено 836 га, а 4047 га занимают сельскохозяйственные земли, 3339 га предназначены под пашни. 

## История
Радьковское сельское поселение образовано 20 декабря 2004 года в соответствии с Законом Белгородской области № 159.

## Население
| 2010  | 2011  | 2012  | 2013  | 2014  | 2015  | 2016  | 2017  | 2018  |
| ----- | ----- | ----- | ----- | ----- | ----- | ----- | ----- | ----- |
| 1270  | ↘1260 | ↘1233 | ↘1204 | ↘1190 | ↘1162 | →1162 | ↗1171 | ↘1150 |
| 2019  | 2020  | 2021  |       |       |       |       |       |       |
| ↗1151 | ↗1169 | ↗1198 |       |       |       |       |       |       |

## Состав сельского поселения
| № | Населённый пункт | Тип населённого пункта       | Население |
| - | ---------------- | ---------------------------- | --------- |
| 1 | Мироновка        | хутор                        | ↗141      |
| 2 | Нижняя Гусынка   | хутор                        | ↘105      |
| 3 | Радьковка        | село, административный центр | ↘1024     |